# Arctoscyphus ronsmithii
Arctoscyphus ronsmithii är en bladmossart som beskrevs av Gabriela Gustava Hässel de Menéndez. Arctoscyphus ronsmithii ingår i släktet Arctoscyphus och familjen Solenostomataceae. Inga underarter finns listade i Catalogue of Life.